# Comuna de Dobiegniew
Dobiegniew (polaco: Gmina Dobiegniew) é uma gminy (comuna) na Polónia, na voivodia da Lubúsquia e no condado de Strzelecko-drezdenecki. A sede do condado é a cidade de Dobiegniew.
De acordo com os censos de 2004, a comuna tem 7010 habitantes, com uma densidade 20 hab/km².

## Área
Estende-se por uma área de 350,99 km², incluindo:
- área agricola: 27%
- área florestal: 60%

## Demografia
Dados de 30 de Junho 2004:
|                      | Total   | Total | Mulheres | Mulheres | Homens  | Homens |
| -------------------- | ------- | ----- | -------- | -------- | ------- | ------ |
|                      | pessoas | %     | pessoas  | %        | pessoas | %      |
| População            | 7010    | 100   | 3536     | 50,4     | 3474    | 49,6   |
| Densidade (pop./km²) | 20      | 100   | 10,1     | 10,1     | 9,9     | 9,9    |

De acordo com dados de 2002, o rendimento médio per capita ascendia a 1504,85 zł.

## Comunas vizinhas
- Bierzwnik, Człopa, Drezdenko, Krzyż Wielkopolski, Stare Kurowo, Strzelce Krajeńskie